# Giulia Casoni
Giulia Casoni (Ferrara, Italia, 19 de abril de 1978) es una tenista italiana, ganadora de 3 torneos de la WTA, todos en dobles, modalidad en la que más ha destacado. Su mayor logro como junior es haber ganado el torneo Roland Garros 1996 en dobles.
Giulia Casoni es hija de Ilario y Angela Casoni y tiene un hermano llamado Lorenzo.